# Liste der Biografien/Bue
Liste der Biografien |
Portal Biografien |
Personensuche
# |
A |
B |
C |
D |
E |
F |
G |
H |
I |
J |
K |
L |
M |
N |
O |
P |
Q |
R |
S |
T |
U |
V |
W |
X |
Y |
Z |
?
 
Ba |
Be |
Bd |
Bg |
Bh |
Bi |
Bj |
Bl |
Bm |
Bn |
Bo |
Br |
Bs |
Bu |
Bw |
By |
Bz
 
Bua |
Bub |
Buc |
Bud |
Bue |
Buf |
Bug |
Buh |
Bui |
Buj |
Buk |
Bul |
Bum |
Bun |
Buo |
Buq |
Bur |
Bus |
But–Buz
Die Liste der Biografien führt alle Personen auf, die in der deutschsprachigen Wikipedia einen Artikel haben. Dieses ist eine Teilliste mit 175 Einträgen von Personen, deren Namen mit den Buchstaben „Bue“ beginnt.

## Bue
- Bue, Claus (* 1947), dänischer Schauspieler und Regisseur
- Bue, Serena Lo (* 1995), italienische Ruderin

### Bueb
- Bueb, Bernhard (* 1938), deutscher Pädagoge und Leiter der Schule Schloss SalemBernhard Bueb (* 1938)

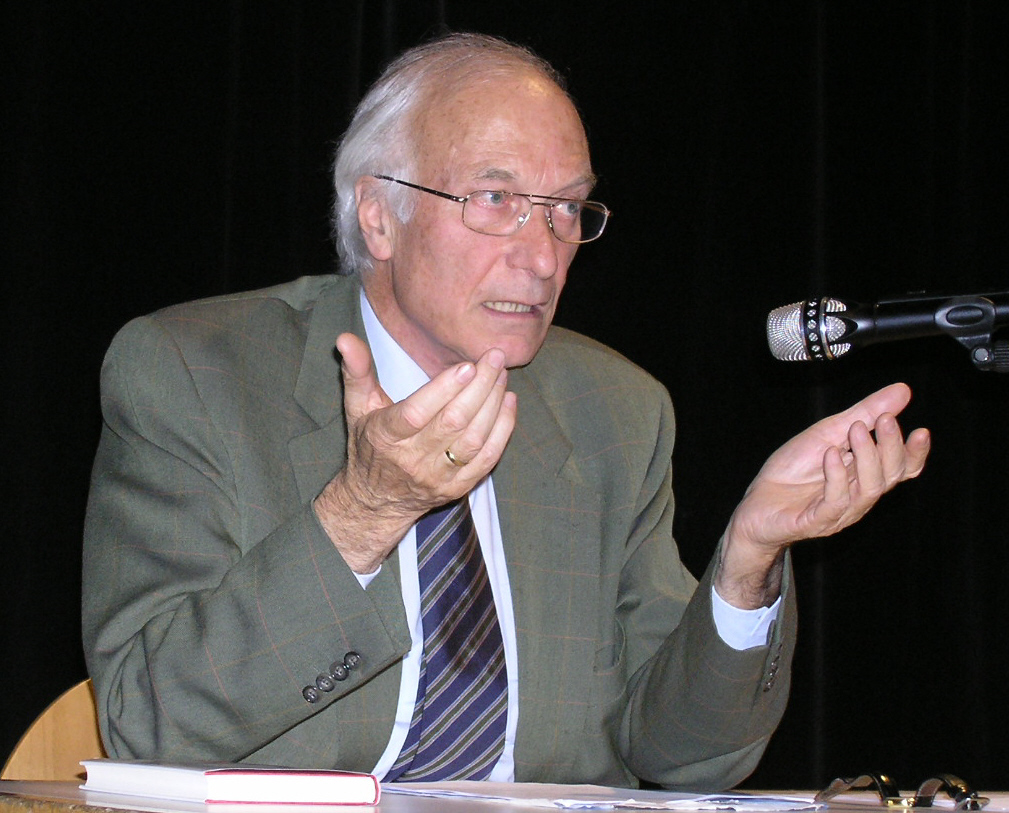
Bernhard Bueb (* 1938)

- Bueb, Eberhard (* 1938), deutscher Politiker (GAZ, Die Grünen), MdB
- Bueb, Fernand (* 1865), deutscher Journalist und Politiker (SPD), MdR
- Bueb, Franz († 1982), deutsch-österreichisch-US-amerikanischer Maler
- Bueb, Ivor (1923–1959), britischer Automobilrennfahrer
- Bueb, Josef (1897–1974), deutscher Kommunalpolitiker
- Bueb, Julius (1865–1944), deutscher Industrieller
- Bueble, Caspar (1830–1918), deutscher Kaufmann und Politiker (Zentrum)

### Buec
- Buechauer, Placidus († 1669), Ordensgeistlicher, Abt des Benediktinerstiftes Kremsmünster
- Bueche, Jeanne (1912–2000), Schweizer Architektin
- Buechel, Eugene (1874–1954), deutscher Jesuit, Missionar, Sprachforscher und Ethnologe unter den Lakota–Sioux in South Dakota
- Buecheler, Frank Alva (* 1957), deutscher Theaterregisseur, Autor und Theatermanager
- Buecheler, Kurt (1915–2004), deutscher Schauspieler
- Buechi, Sarah (* 1981), Schweizer Jazzsängerin und Komponistin
- Buechlein, Daniel Mark (1938–2018), US-amerikanischer Ordensgeistlicher und römisch-katholischer Erzbischof von Indianapolis
- Buechler, John Carl (1952–2019), US-amerikanischer Filmregisseur, Drehbuchautor, Filmproduzent und Schauspieler
- Buechner, Frederick (1926–2022), amerikanischer Autor und reformierter Theologe und presbyterianischer Pastor
- Buechner, Genevieve (* 1991), kanadische Theater- und Filmschauspielerin
- Buechner, Helmut K. (1918–1975), US-amerikanischer Ökologe und Mammaloge
- Buechner, Howard (1919–2003), US-amerikanischer Arzt, Illustrator und Schriftsteller
- Buechner, Jack (1940–2020), US-amerikanischer Politiker
- Bueck, Henry Axel (1830–1916), deutscher Industrieller
- Bueckers, Paige (* 2001), US-amerikanische BasketballspielerinPaige Bueckers (* 2001)

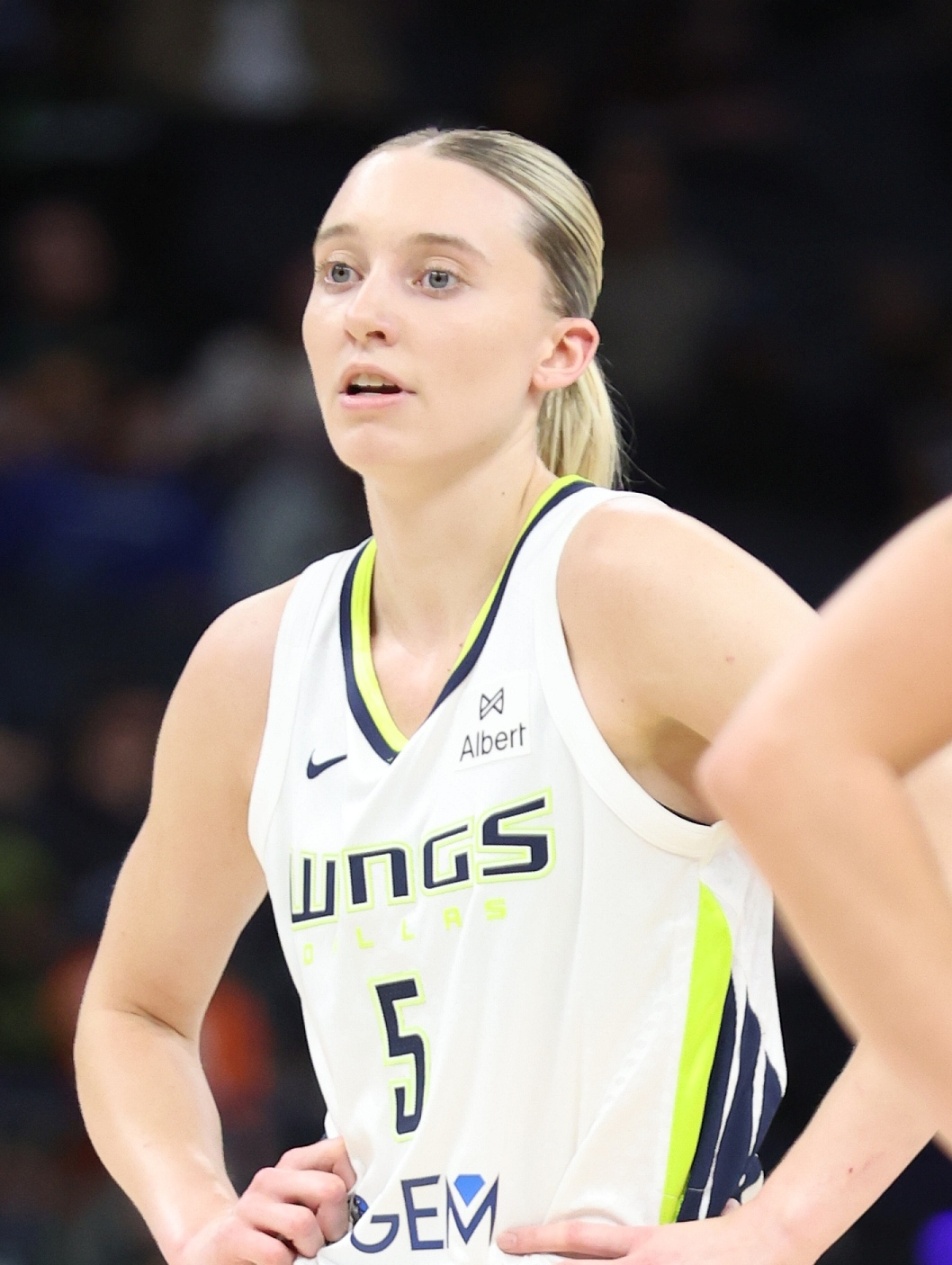
Paige Bueckers (* 2001)

- Bueckling, Adrian (1924–2007), deutscher Jurist und Schriftsteller

### Bued
- Bueding, Ernest (1910–1986), US-amerikanischer Parasitologe, Pharmakologe, Biochemiker und Krebsforscher

### Bueh
- Buehl, Adolf (1860–1948), Hamburger Senatssyndikus und Staatsrat
- Buehler, Betty (1921–2012), deutsch-amerikanische Schauspielerin
- Buehler, John (1831–1899), amerikanischer Bankier deutscher Herkunft
- Buehlman, Christopher (* 1969), US-amerikanischer Schriftsteller
- Buehning, Fritz (* 1960), US-amerikanischer Tennisspieler
- Buehrens, John (* 1947), US-amerikanischer Pastor der Unitarian Universalist Association und Autor
- Buehrig, Gordon (1904–1990), US-amerikanischer Automobildesigner
- Buehring, Gertrude Case (* 1940), US-amerikanische Mikrobiologin und Virologin
- Buehrle, Mark (* 1979), US-amerikanischer Baseballspieler

### Buei
- Bueil, Jacqueline de (1588–1651), Mätresse des französischen Königs Heinrich IV.

### Buek
- Buek, Dick (1929–1957), US-amerikanischer Alpiner Skirennläufer
- Buek, Friedrich Georg (1795–1860), Jurist, Buchautor, Heimatforscher und Übersetzer
- Buek, Gustav (1820–1874), deutscher Arzt und Physikus
- Buek, Heinrich Wilhelm (1796–1879), deutscher Arzt und Botaniker
- Buek, Johannes Nicolaus (1779–1856), deutscher Apotheker und Botaniker
- Buek, Otto (1873–1966), deutscher Philosoph, Schriftsteller und Übersetzer
- Buekenhout, Francis (* 1937), belgischer Mathematiker, (Geometrie)

### Buel
- Buel, Alexander W. (1813–1868), US-amerikanischer Politiker
- Buel, Jesse (1778–1839), US-amerikanischer Drucker, Zeitungsbesitzer, Richter und Politiker
- Buelens, Félix (1850–1921), belgischer Impressionist
- Büeler, Bosco (* 1952), Schweizer Architekt und Politiker (GLP)
- Büeler, Franz Josef (1751–1816), Kommissär des Kantons St. Gallen
- Büeler, Heinrich (1901–1985), Schweizer Rechtsanwalt und Mitglied der Frontbewegung
- Büeler, Josef Anton Ferdinand (1858–1939), Schweizer Politiker
- Büeler, Josef Anton Georg (1824–1891), Schweizer Unternehmer und Politiker
- Büeler, Lucian (1910–1952), Schweizer Bauingenieur und Eiskunstläufer
- Buell, Alexander H. (1801–1853), US-amerikanischer Politiker
- Buell, Bebe (* 1953), US-amerikanische Musikerin und FotomodellBebe Buell (* 1953)

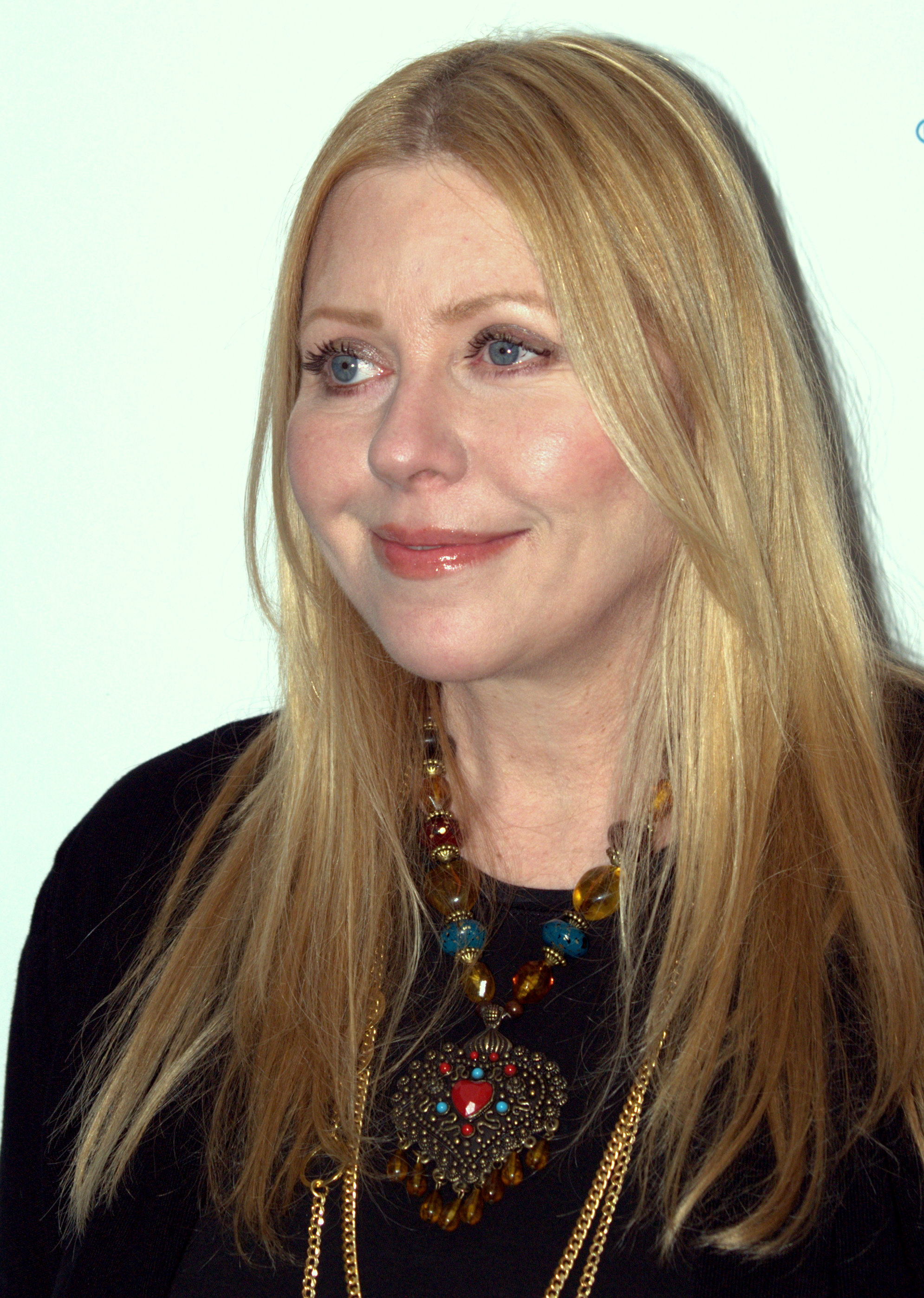
Bebe Buell (* 1953)

- Buell, Don Carlos (1818–1898), US-amerikanischer Offizier
- Buell, Pop (1913–1980), US-amerikanischer Landwirt
- Bueltzingsloewen, Isabelle von (* 1964), französische Medizinhistorikerin, Autorin und Hochschullehrerin

### Buem
- Buemi, Sébastien (* 1988), Schweizer Automobilrennfahrer

### Buen
- Buen Richkarday, Clara de (* 1954), mexikanische Architektin
- Buen y Lozano, Fernando de (1895–1962), spanisch-mexikanischer Ichthyologe, Ozeanograf und Fischereibiologe
- Buena, Mutya (* 1985), britische Sängerin
- Buenabad, Gonzalo, mexikanischer Fußballspieler
- Buenafuente, Andreu (* 1965), spanischer Komiker, Fernsehmoderator und Produzent
- Buenahora, Bárbara (* 1977), argentinische Triathletin
- Buenahora, Hernán (* 1967), kolumbianischer Radrennfahrer
- Buenanueva, Saleme (* 2002), argentinische Leichtathletin
- Buenanueva, Sergio Osvaldo (* 1963), argentinischer Geistlicher, römisch-katholischer Bischof von San Francisco
- Buenaventura Villegas, Socrates (* 1960), philippinischer Geistlicher, römisch-katholischer Erzbischof von Lingayen-Dagupan
- Buenaventura, Antonio (1904–1996), philippinischer Komponist
- Buenaventura, Rafael (1938–2006), philippinischer Zentralbankgouverneur
- Buenaventura, Yuri (* 1967), kolumbianischer Musiker
- Buendía Herdoiza, María Soledad (* 1968), ecuadorianische Management-Ingenieurin und Politikerin
- Buendía, Emiliano (* 1996), argentinisch-spanischer FußballspielerEmiliano Buendía (* 1996)

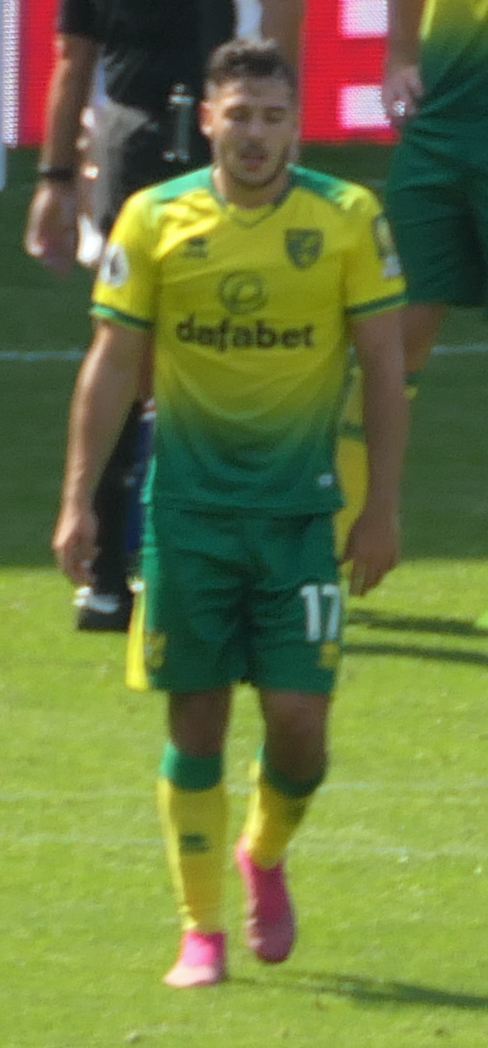
Emiliano Buendía (* 1996)

- Buendia, Nicolas (* 1879), philippinischer Politiker und Senator
- Buendía, Ruth, peruanische Bürgerrechtlerin der Volksgruppe der Asháninka
- Buengeler, Claudia (* 1981), deutsche Ökonomin
- Buengner, Otto von (1858–1905), deutscher Chirurg
- Buengo, Titi (* 1980), angolanischer Fußballspieler
- Bueno de Mesquita (1918–2005), niederländischer Schauspieler und Komiker
- Bueno de Mesquita, Bruce (* 1946), US-amerikanischer Politikwissenschaftler und HochschullehrerBruce Bueno de Mesquita (* 1946)

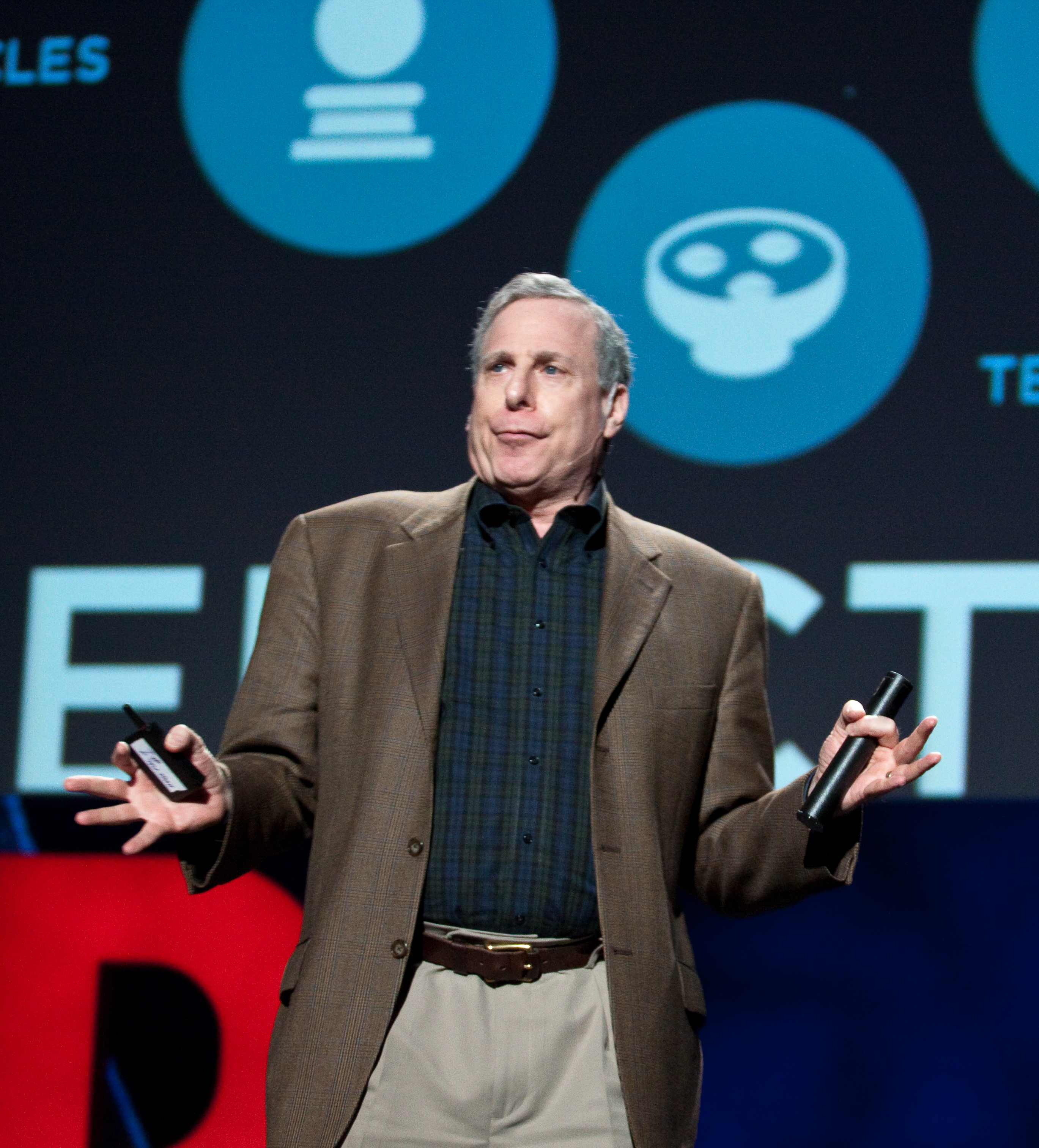
Bruce Bueno de Mesquita (* 1946)

- Bueno Miele, Bernardo José (1923–1981), brasilianischer Geistlicher, römisch-katholischer Erzbischof von Ribeirão Preto
- Bueno Placencia, Gladis Guadalupe (* 1994), mexikanische Gewichtheberin
- Bueno Ramírez, Primitiva (* 1957), spanische Prähistorikerin
- Bueno y Monreal, José María (1904–1987), spanischer Geistlicher, Erzbischof von Sevilla und Kardinal der römisch-katholischen Kirche
- Bueno, Alberto (* 1988), spanischer Fußballspieler
- Bueno, Alex (* 1963), dominikanischer Sänger und Gitarrist
- Bueno, Cacá (* 1976), brasilianischer Automobilrennfahrer
- Bueno, Carlos (* 1980), uruguayischer Fußballspieler
- Bueno, Carlos Antônio Bettencourt (1934–2024), brasilianischer Diplomat
- Bueno, Danilo (* 1983), brasilianischer Fußballspieler
- Bueno, Descemer (* 1971), kubanischer Komponist, Sänger und Musiker
- Bueno, Douglas (* 1981), brasilianischer Straßenradrennfahrer
- Bueno, Ephraim (1599–1665), sefardischer Arzt und Verleger in Amsterdam
- Bueno, Eva Paulino (* 1953), brasilianische Hispanistin
- Bueno, Francisco da Silveira (1898–1989), brasilianischer Autor, Romanist, Lusitanist, Grammatiker und Lexikograf
- Bueno, Gastón (* 1985), uruguayischer Fußballspieler
- Bueno, Gonzalo (* 1993), uruguayischer Fußballspieler
- Bueno, Gonzalo (* 2004), peruanischer Tennisspieler
- Bueno, Guille (* 2002), spanischer FußballspielerGuille Bueno (* 2002)

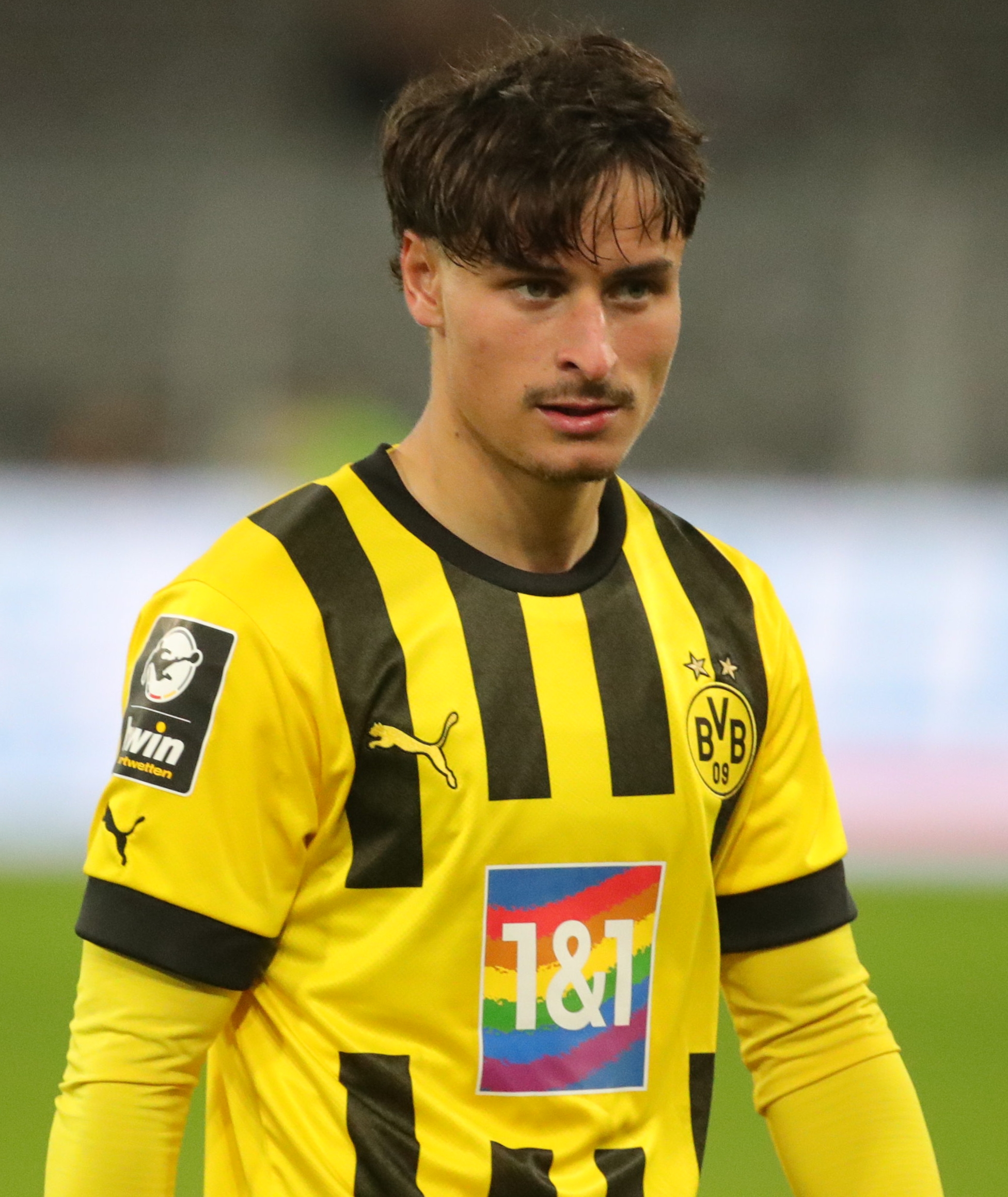
Guille Bueno (* 2002)

- Bueno, Gustavo (1924–2016), spanischer Philosoph
- Bueno, Gustavo (* 1963), uruguayischer Fußballspieler und -trainer
- Bueno, Jesús (* 1999), venezolanischer Fußballspieler
- Bueno, José López (* 1974), spanischer Boxer im Fliegengewicht
- Bueno, José Luis (* 1969), mexikanischer Boxer im Superfliegengewicht
- Bueno, Juandel (* 1998), dominikanischer Leichtathlet
- Bueno, Laura (* 1993), spanische Sprinterin
- Bueno, Luiz (1937–2011), brasilianischer Autorennfahrer
- Bueno, Marco (* 1994), mexikanischer Fußballspieler
- Bueno, Maria (1939–2018), brasilianische Tennisspielerin
- Bueno, Mario (* 1972), mexikanischer Fußballspieler
- Bueno, Paola (* 2003), mexikanische Dreispringerin
- Bueno, Ricardo (* 1987), brasilianischer Fußballspieler
- Bueno, Rodrigo Alejandro (1973–2000), argentinischer Cuarteto-Sänger
- Bueno, Sergio (* 1962), mexikanischer Fußballspieler und -trainer
- Bueno, Vincent (* 1985), österreichisch-philippinischer SängerVincent Bueno (* 1985)

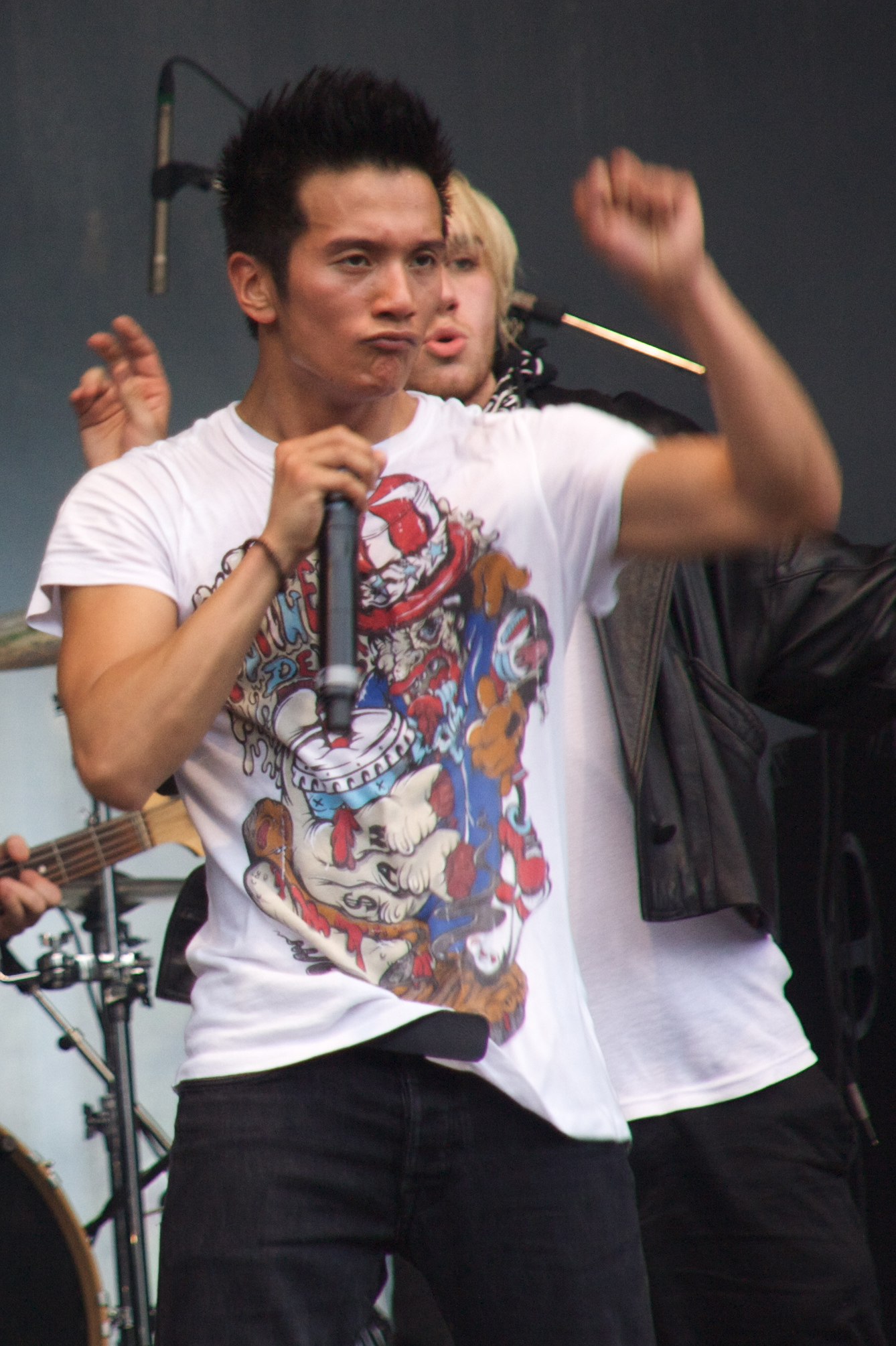
Vincent Bueno (* 1985)

- Bueno, Vitor (* 1994), brasilianischer Fußballspieler
- Bueno, Wellington Daniel (* 1995), brasilianischer Fußballspieler
- Bueno, Wilson (1949–2010), brasilianischer Schriftsteller und Journalist
- Buenoano, Judias Anna (1943–1998), US-amerikanische Serienmörderin
- Buenovinci, Luis (* 1894), französischer Autorennfahrer
- Buenrostro, Ignacio (1944–2019), mexikanischer Fußballspieler
- Buenzod, Emmanuel (1893–1971), Schweizer Schriftsteller und Literaturkritiker

### Buer
- Buer, Jürgen van (* 1949), deutscher Wirtschaftspädagoge
- Buer, Regine (* 1943), deutsche Malerin und Grafikerin
- Bueren, Bernhard Gottfried (1771–1845), deutscher Dichter
- Bueren, Eckart (* 1979), deutscher Rechtswissenschaftler, Hochschullehrer
- Bueren, Gottfried Wilhelm (1801–1859), Stadtsyndikus zu Emden
- Bueren, Nikolaus van († 1445), Dombaumeister am Kölner Dom
- Buergel, Roger M. (* 1962), deutscher Ausstellungsmacher, Kritiker und Dozent
- Buergenthal, Thomas (1934–2023), US-amerikanischer Jurist
- Buerger, John Joseph (1870–1951), US-amerikanischer Ruderer
- Buerger, Leo (1879–1943), US-amerikanischer Pathologe, Chirurg und Urologe
- Buerger, Martin J. (1903–1986), US-amerikanischer Kristallograph
- Bueri, Gherardo (1393–1449), Kaufmann und Bankier
- Buerkle, Ann Marie (* 1951), US-amerikanische Politikerin
- Buerkle, Dick (1947–2020), US-amerikanischer Langstreckenläufer
- Buerling, Jeanette (* 1964), deutsche Filmproduzentin
- Buermann, Wolfgang, deutscher Ökologe und Geograf
- Buermeyer, Ernst (1883–1945), deutscher Pädagoge und Politiker
- Buermeyer, Harry (1839–1922), Vater des amerikanischen Wettkampfsports
- Buermeyer, Ulf (* 1976), deutscher Jurist, Richter am Landgericht BerlinUlf Buermeyer (* 1976)

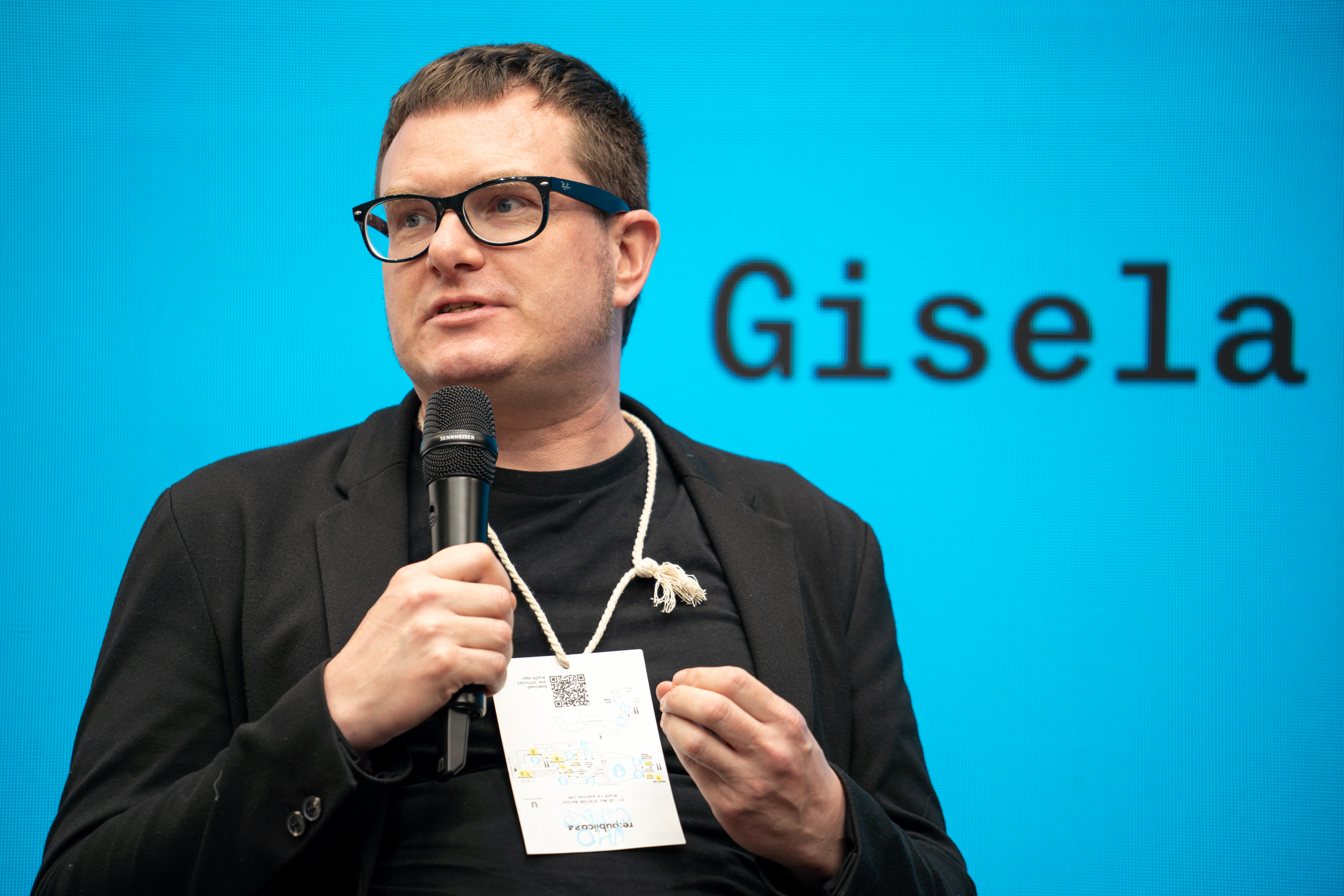
Ulf Buermeyer (* 1976)

- Buero Vallejo, Antonio (1916–2000), spanischer Dramenautor und Maler
- Buero, Enrique (1891–1975), uruguayischer Diplomat und Rinderzüchter
- Buerschaper, Margret (1937–2016), deutsche Schriftstellerin
- Buerstedde, Franz (1895–1978), deutscher Verwaltungsjurist und Oberkreisdirektor
- Buerstedde, Wilhelm (1929–2022), deutscher Kommunalpolitiker
- Buerstenbinder, Richard (1840–1894), deutscher Agrarwissenschaftler

### Bues
- Bues, Hans-Christian (* 1948), deutscher Schriftsteller
- Bues, Heino (1900–1985), deutscher Politiker (CDU), MdL
- Bues, Hinrich E. (* 1954), deutscher katholischer Publizist
- Bues, Irmela (* 1940), deutsche Astronomin
- Bues, Lara-Joy (* 1989), deutsche Performancekünstlerin
- Bues, Manfred, deutscher Wirtschaftsinformatiker und Manager
- Bues, Manfred (1913–2012), deutscher Leichtathlet und Sportwissenschaftler
- Bues, Marie (* 1980), deutsche Theaterregisseurin und Schauspielerin
- Buesche, Albert (1896–1976), deutscher Kunsthistoriker
- Bueso Asfura, Rosalinda (* 1977), honduranische Diplomatin
- Bueso Cuéllar, Francisco (* 1860), Präsident von Honduras
- Bueso Soto, José Santiago (* 1815), Finanzminister von Honduras
- Bueso Soto, Mónico (* 1810), Außenminister von Honduras
- Buess, Alex (* 1954), Schweizer Musiker, Saxophonist, Komponist und Produzent
- Buess, Daniel (1976–2016), Schweizer Musiker, Schlagzeuger und Perkussionist
- Buess, Eduard (1913–2003), Schweizer evangelischer Geistlicher und Hochschullehrer
- Bueß, Gerhard (1948–2010), deutscher Chirurg und Hochschullehrer
- Buess, Heinrich (1911–1984), Schweizer Medizinhistoriker
- Buess, Roman (* 1992), Schweizer Fussballspieler

### Buet
- Buetel, Jack (1915–1989), US-amerikanischer Schauspieler
- Buether, Axel (* 1967), deutscher Medienwissenschaftler, Wahrnehmungspsychologe und Architekt
- Buettgen, Guido (* 1967), deutscher Krimiautor
- Buetti, Daniele (* 1955), Schweizer Künstler (Fotografie, Video)
- Buettner, Anke (* 1970), deutsche Literaturwissenschaftlerin, Skandinavistin und Kuratorin
- Buettner, Jan Henric (* 1964), deutscher Manager
- Buettner-Janusch, John (1924–1992), US-amerikanischer Anthropologe

### Buez
- Buezo Leiva, Domingo (* 1962), guatemaltekischer Geistlicher, römisch-katholischer Bischof von Sololá-Chimaltenango